# Formica lusatica
Formica lusatica é uma espécie de formiga do gênero Formica, pertencente à subfamília Formicinae.